# Saskatoon University-Sutherland (circonscription saskatchewanaise)
Pour les articles homonymes, voir Saskatoon (homonymie) et Sutherland.
Circonscription électorale provinciale du Canada
Saskatoon University-Sutherland est une circonscription provinciale de la Saskatchewan représentée à l'Assemblée législative de la Saskatchewan depuis 2024.

## Géographie
En 2024, la circonscription représente une partie centre-est de la ville de Saskatoon.

## Liste des députés
| Législature | Années | Député | Député | Parti |
| Saskatoon University-Sutherland Circonscription issue de Saskatoon Silverspring-Sutherland et Saskatoon University | Saskatoon University-Sutherland Circonscription issue de Saskatoon Silverspring-Sutherland et Saskatoon University | Saskatoon University-Sutherland Circonscription issue de Saskatoon Silverspring-Sutherland et Saskatoon University | Saskatoon University-Sutherland Circonscription issue de Saskatoon Silverspring-Sutherland et Saskatoon University | Saskatoon University-Sutherland Circonscription issue de Saskatoon Silverspring-Sutherland et Saskatoon University |
| --- | --- | --- | --- | --- |
| 30e | 2024–en cours | | Tajinder Grewal (en)                                                                                               | Néo-démocrate |